# Clytemnestre
 (août 2012).
Si vous disposez d'ouvrages ou d'articles de référence ou si vous connaissez des sites web de qualité traitant du thème abordé ici, merci de compléter l'article en donnant les références utiles à sa vérifiabilité et en les liant à la section « Notes et références ».

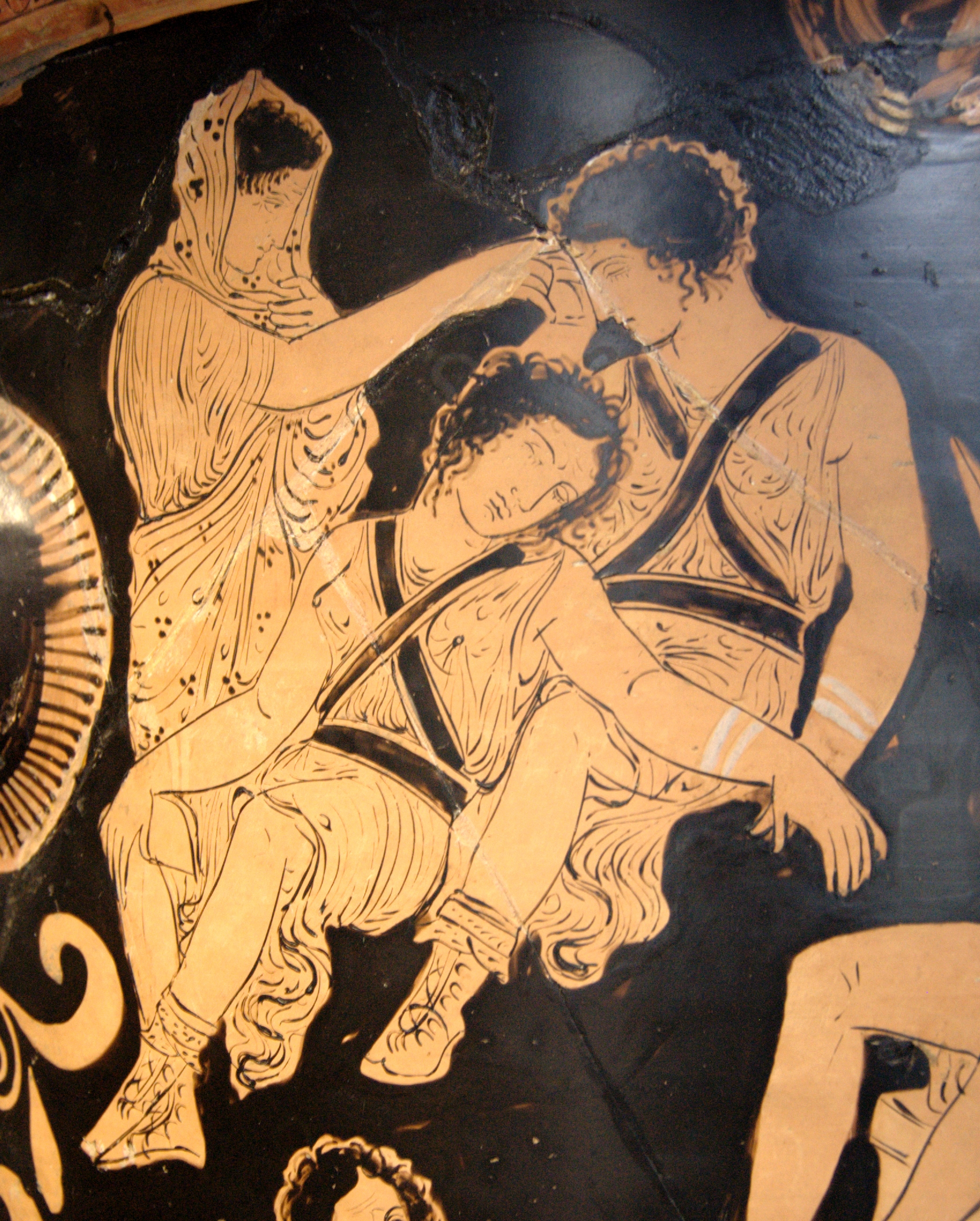
Clytemnestre essayant de réveiller les Érinyes tandis que son fils est purifié par Apollon, cratère apulien à figures rouges, 380-370, Louvre (Cp 710).

Dans la mythologie grecque, Clytemnestre, en grec ancien Κλυταιμήστρα / Klutaimếstra, est la fille de Tyndare (roi de Sparte) et de Léda. Née d'un œuf commun, elle est sœur de Castor, et la demi-sœur d'Hélène et Pollux, qui sont des enfants de Zeus.
Elle est l'épouse d'Agamemnon. Dans l'Orestie d'Eschyle, elle assassine Agamemnon — cité par Euripide comme étant son second mari — et la princesse troyenne Cassandre.
Dans l'Odyssée d'Homère, son rôle dans la mort d'Agamemnon n'est pas clair. Mais elle est désignée par l’âme même de ce dernier s’adressant à Ulysse, lors de son voyage au royaume de Hadès, comme étant celle qui tua Cassandre.

## Étymologie
Son nom grec Klytaimnḗstra est aussi parfois latinisé en Clytaemnestra. Il est communément interprété comme signifiant « célèbre pour ses prétendants ». Cependant, la forme avec « mn » est une erreur de lecture qui n'apparaît pas avant la période moyenne byzantine, motivée par un lien étymologique erroné avec le verbe mnáomai (μνάoμαι, « courtiser, cour »). La poésie homérique montre néanmoins une prise de conscience des deux étymologies. 
On pense que la forme originale du nom était Klytaimḗstra (Κλυταιμήστρα) sans le -n- et signifiait initialement « célèbre conseillère » ce qui correspond à la Nuit qui porte conseil.
Eschyle, dans certains jeux de mots sur son nom, apparaît assumer un lien étymologique avec le verbe μήδoμαι / mếdomai. Ainsi, la dérivation de κλῠτός (klutós « célébré ») et μήδομαι (mḗdomai « planifier, être rusé ») donne une signification de « célèbre comploteur » assez descriptive.

## Mythe
Agamemnon, le roi de Mycènes, épousa Clytemnestre après avoir tué son précédent mari Tantale, fils de Thyeste, ainsi que leur enfant. Agamemnon et Clytemnestre ont quatre enfants : Iphigénie, Chrysothémis, Électre et Oreste. Certaines versions ajoutent Laodicé et Iphianassa, qui seront ensuite confondues avec Électre et Iphigénie.
Avant son départ pour la guerre de Troie, Agamemnon et ses troupes rassemblées à Aulis, ne peuvent partir. Artémis a lancé des vents contraires au départ pour la guerre et répond à Agamemnon, désireux de partir, qu'il lui faut pour cela sacrifier sa fille Iphigénie. Agamemnon amène ainsi Iphigénie sur l'autel d'Artémis qui remplace la fille d'Agamemnon par une biche pour le sacrifice.
Agamemnon, ainsi que Cassandre, la captive et concubine qu'il ramène avec lui, sont tués à leur retour de Troie. Par Clytemnestre elle-même selon Eschyle. Selon Homère Égisthe (amant de Clytemnestre) tua Agamemnon mais ce fut Clytemnestre qui égorgea Cassandre. Oreste fut sauvé par sa nourrice, ce qui permet de préciser son jeune âge. Plusieurs années après, il revint d'exil pour venger son père, tuant sa mère et son amant Égisthe. Matricide, le fils de Clytemnestre va se purifier au temple d'Apollon à Delphes puis part à Athènes se soumettre à la justice d'Athéna, qui l'acquitte,.

## Représentations artistiques

### Littérature

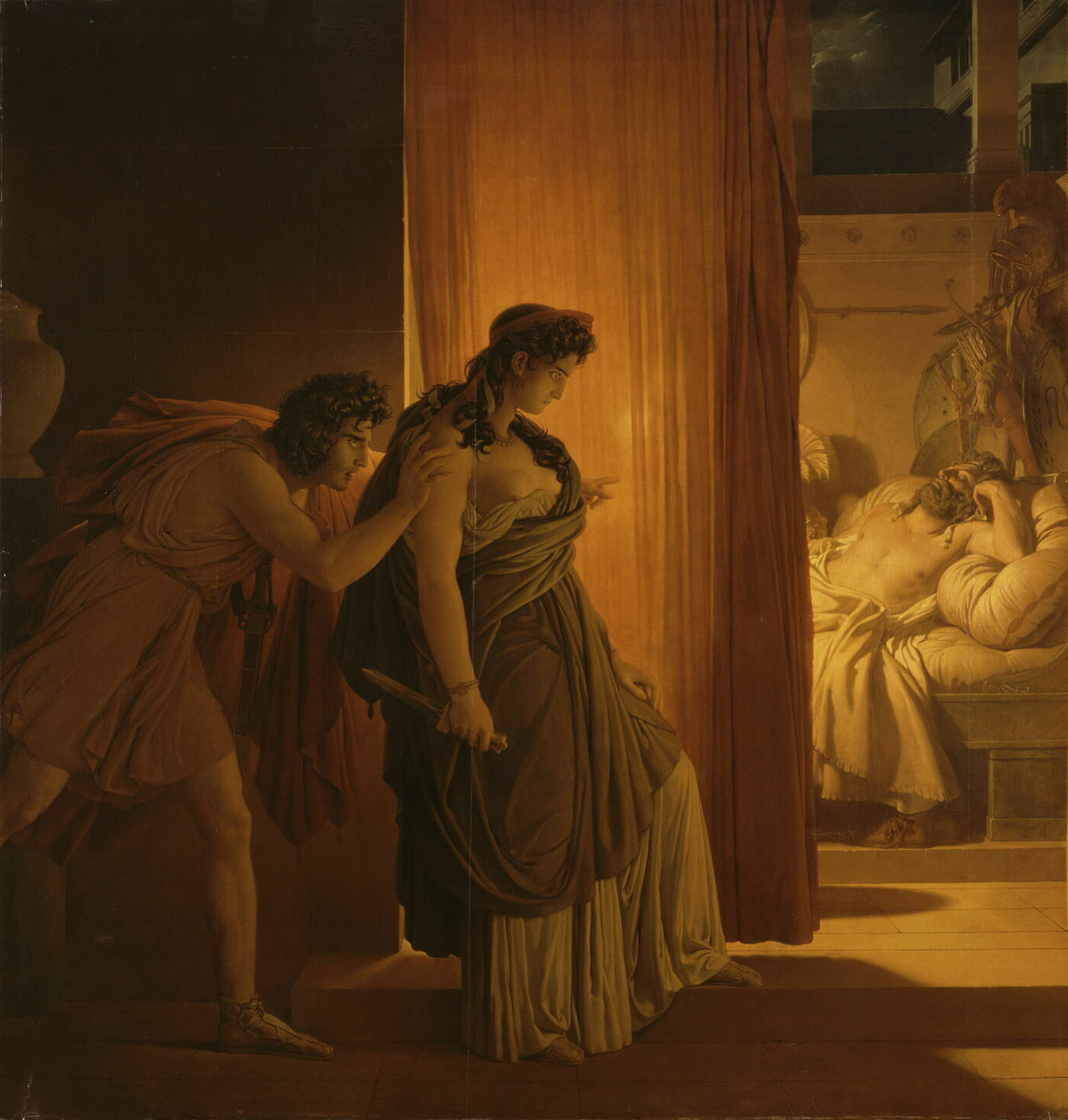
Clytemnestre hésitant avant de frapper Agamemnon endormi, Pierre-Narcisse Guérin, 1817, musée du Louvre (Inv. 5185).

Outre Homère et Eschyle, Sophocle (Électre) puis Euripide (Électre, Oreste, Iphigénie en Tauride, Iphigénie à Aulis) reprennent le rôle de Clytemnestre, le rendant détestable. Seul Eschyle lui attribue grandeur et dignité, considérant le meurtre d'Agamemnon comme une vengeance, plaidoyer que Clytemnestre n'a pu faire entendre, induisant l'aspect tragique du mythe.
Comme de nombreux auteurs plus récents, parmi lesquels Goethe (Iphigénie en Tauride), Giraudoux (Électre), Sartre (Les Mouches), Yourcenar (Feux, "Clytemnestre ou le crime"), ou encore Tiago Rodrigues (Iphigénie Agamemnon Électre), Simone Bertière, dans Apologie pour Clytemnestre, en donne sa vision en se réclamant d'Eschyle, quoique fortement influencée par ses successeurs.

### Opéra
- Cassandre, tragédie-lyrique de François Bouvard et Toussaint Bertin de la Doué (1706)
- Iphigénie en Aulide, opéra de  Gluck (1774)
- Iphigénie en Tauride, opéra de Gluck (1779)
- Clytemnestre, cantate de Luigi Cherubini (1794)
- Elektra, opéra de Richard Strauss (1903)
- Clytemnestra, opéra de Rhian Samuel (1994)

### Art visuel
Clytemnestre est une des 1 038 femmes représentées dans l'œuvre contemporaine de Judy Chicago, The Dinner Party, aujourd'hui exposée au Brooklyn Museum. Cette œuvre se présente sous la forme d'une table triangulaire de 39 convives (13 par côté). Chaque convive étant une femme, figure historique ou mythique. Les noms des 999 autres femmes figurent sur le socle de l'œuvre. Le nom de Clytemnestre figure sur le socle, elle y est associée à Sophie, sixième convive de l'aile I de la table.

## Hommage
L'astéroïde (179) Clytemnestre découvert le 11 novembre 1877 est nommé en l'honneur de Clytemnestre.